# Падь (приток Окуневки)
Падь — река в России, протекает по Юргамышскому району Курганской области. Устье реки находится в 5,3 км по левому берегу реки Окуневка. Длина реки составляет 24 км.

## Данные водного реестра
По данным государственного водного реестра России относится к Иртышскому бассейновому округу, водохозяйственный участок реки — Миасс от города Челябинск и до устья, речной подбассейн реки — Тобол. Речной бассейн реки — Иртыш.
Код объекта в государственном водном реестре — 14010501012111200003829.

## Населённые пункты
- д. Редуть
- с. Вилкино

## Притоки
- Маяк, у с. Вилкино, 5,3 км от устья